# Javier Gurruchaga
Pour les articles homonymes, voir Gurruchaga.
Javier Gurruchaga (Saint-Sébastien, 12 février 1958), est un chanteur, acteur, présentateur et humoriste espagnol, principalement connu pour avoir été chanteur au sein du groupe Orquesta Mondragón (es).

## Biographie
En 2021, le ministère de l'Éducation, de la Culture et des Sports espagnol lui remet la médaille d'or du mérite des beaux-arts.

## Filmographie
- 1984 : Qu'est-ce que j'ai fait pour mériter ça ? (¿Qué he hecho yo para merecer esto?) de Pedro Almodóvar : Dentiste
- 1991 : Le Roi ébahi (El rey pasmado) d'Imanol Uribe : le comte d'Olivares, Valido
- 1999 : París Tombuctú de Luis García Berlanga : Gaby
- 2003 : Les Trois Rois Mages (Los Reyes Magos) d'Antonio Navarro : Herodes (voix)